# Rue Jean-Jaurès (Villejuif)
Pour les articles homonymes, voir Rue Jean-Jaurès.
La rue Jean-Jaurès est un axe de circulation de Villejuif dans le Val-de-Marne qui fait partie de la route départementale 285.

## Situation et accès

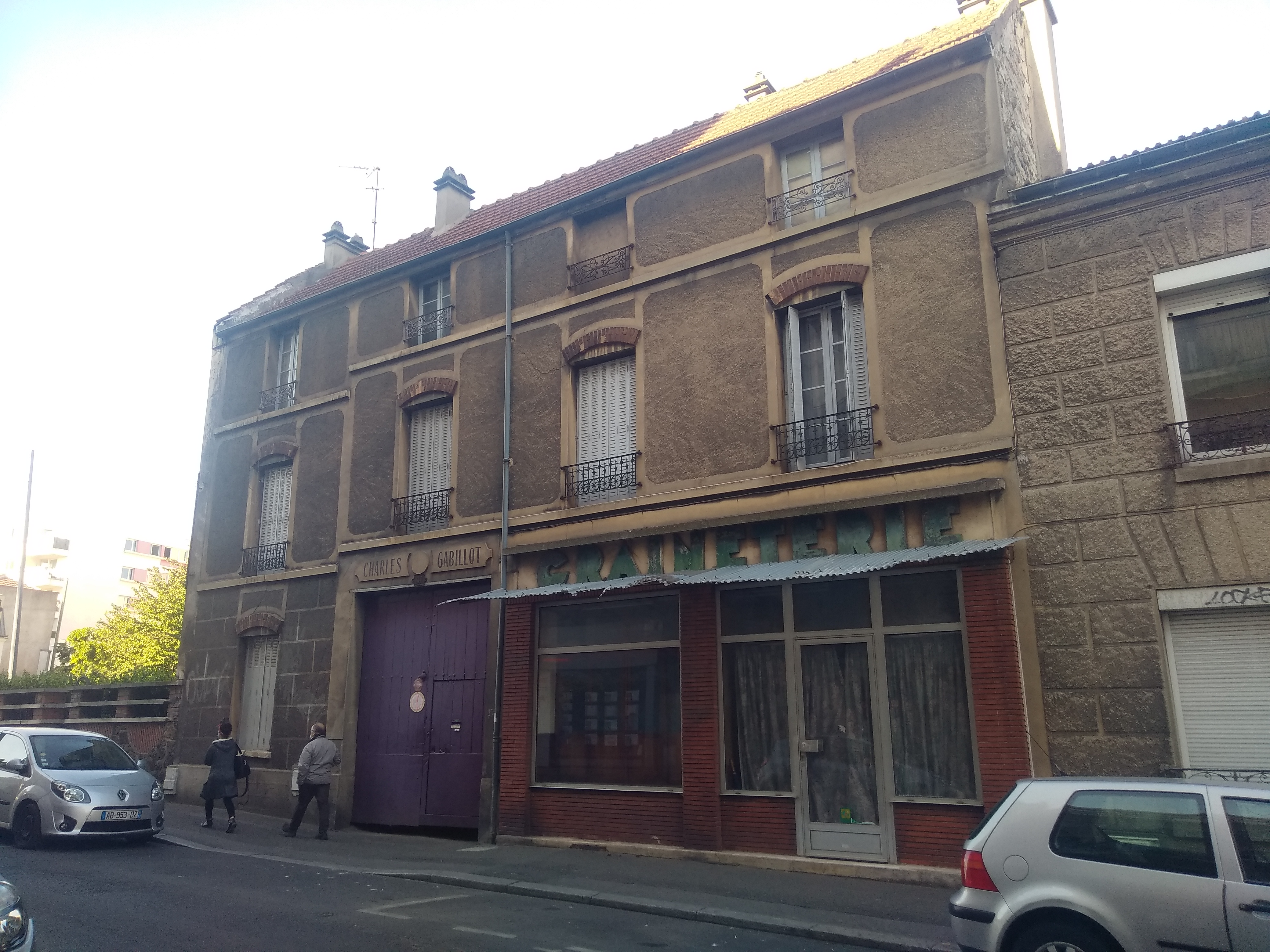
La maison Charles-Gabillot.

Partant du nord, la rue Jean-Jaurès croise l'avenue Paul-Vaillant-Couturier, marque le début de la rue Georges-Lebigot, rencontre la rue du Moulin-de-Saquet et se termine au carrefour de l'avenue de la République et de l'avenue Louis-Aragon (anciennement avenue de Vitry).
Elle est desservie au nord par la station de métro Villejuif - Paul Vaillant-Couturier, et au sud par la station de métro Villejuif - Louis Aragon, toutes deux sur la ligne 7 du métro de Paris.

## Origine du nom
Son odonyme actuel est un hommage rendu à Jean Jaurès (1859-1914), homme politique socialiste français.

## Historique

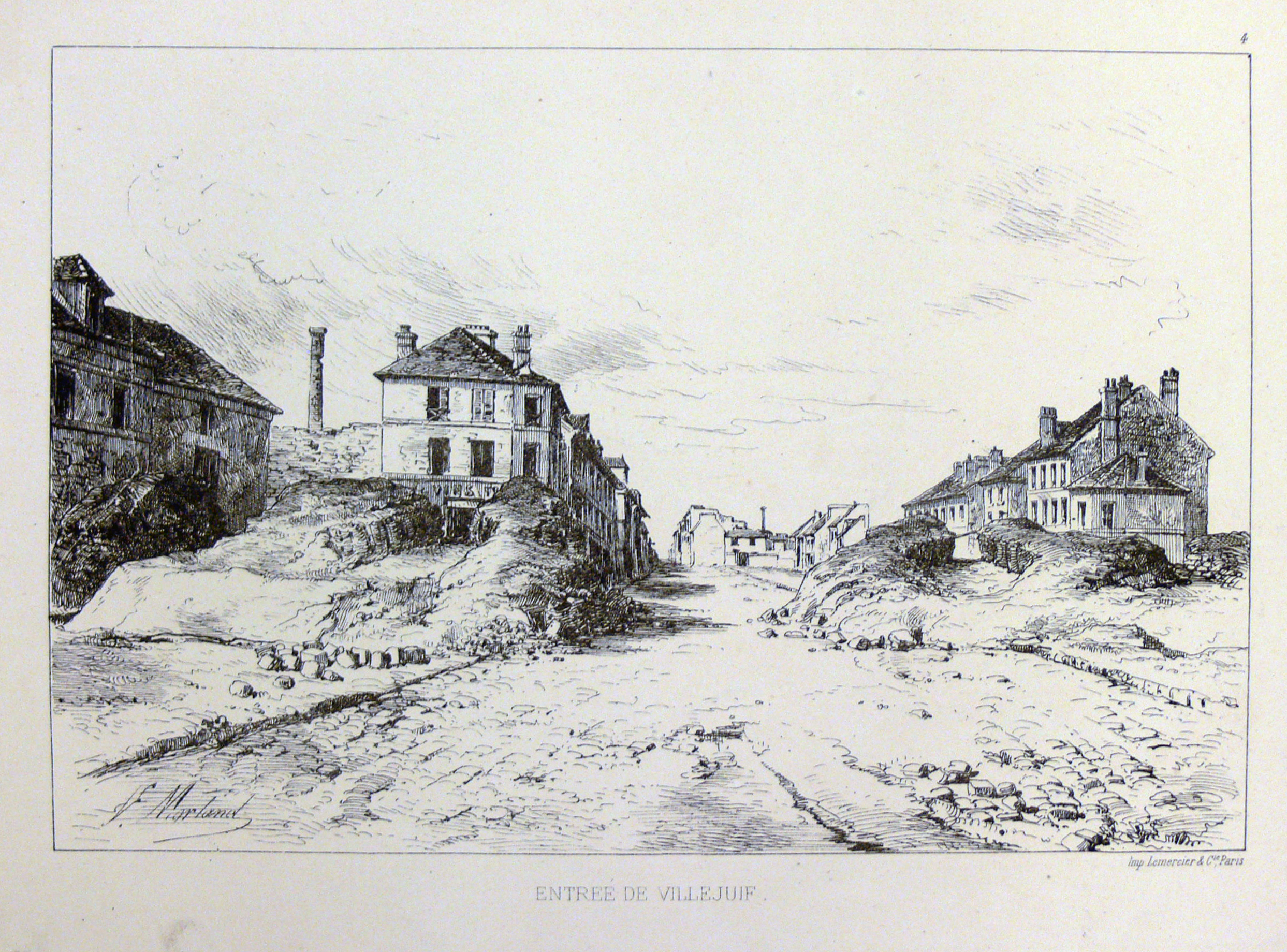
Entrée de Villejuif, lithographie de F. Morland, imprimerie Lemercier, milieu du XIXe siècle.

Au Moyen-Âge, elle constituait, avec la rue René-Hamon et la rue Georges-Lebigot, l’un des trois principaux chemins du cœur historique de l'ancien bourg, groupé autour de l’église.
Cette voie de circulation fut longtemps appelée Rue Royale. C'est un 28 février, quatre jours après la Révolution de 1848, que le conseil municipal décida qu'elle prendrait le nom de Grande Rue. Deux plaques en fonte placées aux extrémités de la rue furent alors remplacées avec la nouvelle mention.
En 1858, elle bénéficie de l'éclairage public grâce à l'installation de cinq réverbères, allumés pendant les six mois d'hiver (sauf les nuits de clair de lune, par mesure d'économie). Bien qu'en mesure d'éclairer depuis le château jusqu'à une bâtisse alors connue comme la maison Péron, ils sont remplacés en 1868 par l'éclairage au gaz, innovation révolutionnaire à l'époque.
Jusqu'en 1935, elle faisait partie de la route nationale 7 et s'appelait encore avenue Jean-Jaurès. L'étroitesse de cette voie exigeât qu'elle fut déviée par le boulevard Maxime-Gorki, avant de rejoindre l'avenue de Stalingrad, son ancien tracé.

## Bâtiments remarquables et lieux de mémoire

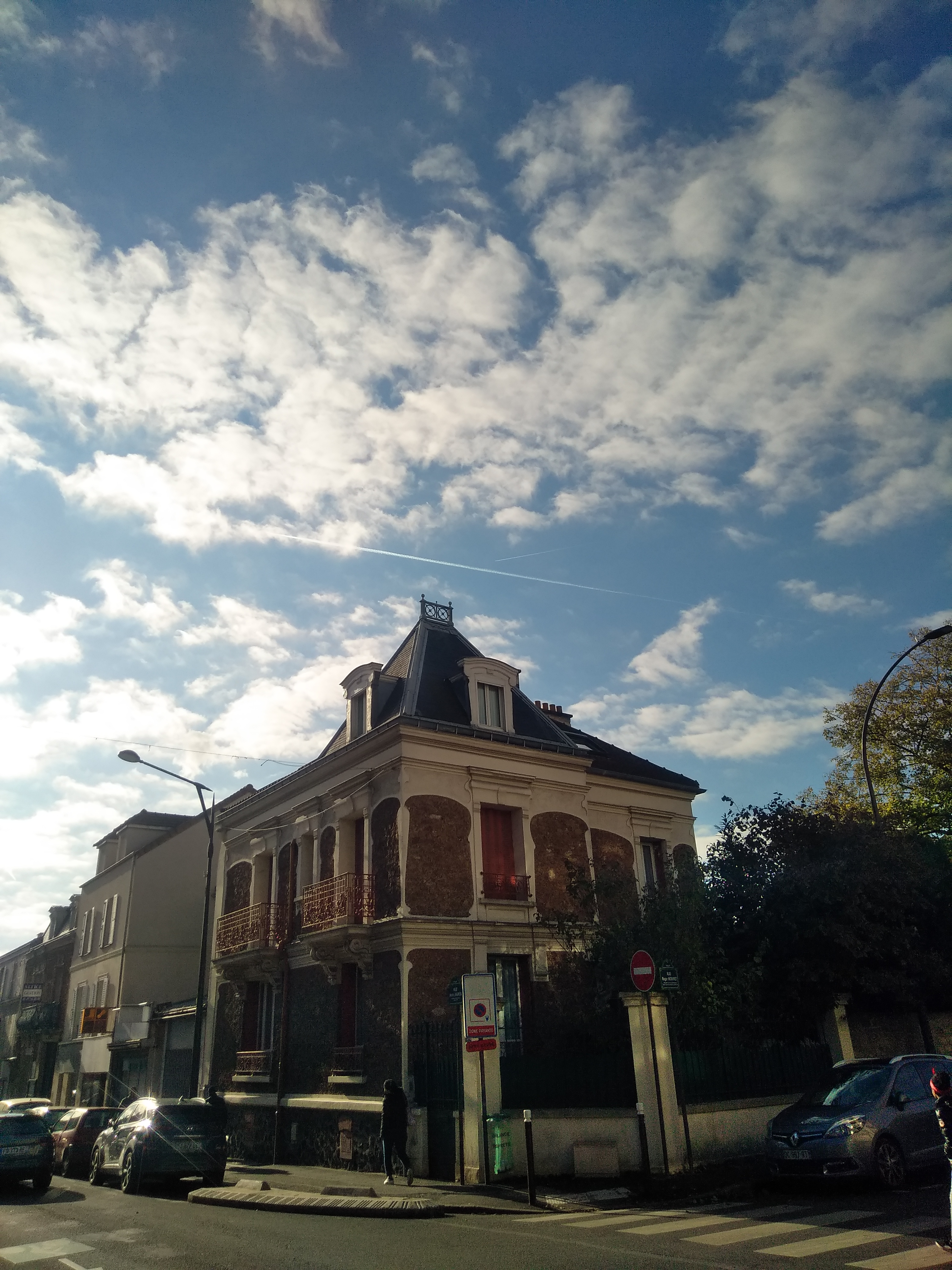
Au 26 de la rue Jean-Jaurès.

- Au nord, réservoirs d'eau non potable de la ville de Paris, construits dans les années 1880 sur un site de trois hectares[5].
- Hôtel de la Capitainerie des Chasses, hôtel particulier construit vers 1762[6].
- Limite orientale du parc de l'ancien château de Villejuif.
- Au no 16, Bourse du Travail de Villejuif, construite entre 1900 et 1914, dont le rez-de-chaussée abrita à l'origine un bureau de poste[7].
- Au no 42, à l'angle de la rue Georges-Lebigot, l'ancienne mairie jusqu'en 1845.
- Plusieurs anciennes fermes, aux no 9, 41, 118, listées à l'inventaire général du patrimoine culturel.
- Divers immeubles et maisons, aux no 22bis, 28bis, 65, 75, 110, 116 également listés au même inventaire[8].